# Akhmat Khan
Akhmat Khan, anche conosciuto con il nome di Ahmed (... – Fiume Donec, 6 gennaio 1481), è stato un condottiero mongolo, khan della Grande Orda tra il 1465 e il 1481.
Nel 1465, Akhmat conquistò il potere nell'Orda dopo aver capeggiato una ribellione contro il fratello Mahmud Khan, che ne era a capo dal 1459. Nel 1472 Akhmat strinse un'alleanza con il re polacco Casimiro IV contro Ivan III di Russia. Nel 1476 cercò di imporre il vassallaggio della Russia all'Orda; non riuscendovi organizzò nel 1480 una campagna militare contro il Granducato di Mosca, che si concluse con la sconfitta dell'Orda nel Grande scontro sul fiume Ugra. A seguito di tale avvenimento la Russia si liberò definitivamente dal giogo tartaro.
Il 6 gennaio 1481, Akhmat Khan perì durante uno scontro con l'esercito del Khan siberiano Ibaq Khan di Tjumen' e Nogai alle foci del fiume Donec.

## Fonti
- (PL)  Paweł Jasienica, Myśli o dawnej Polsce, Czytelnik, Warszawa 1990. ISBN 83-07-01957-5